# ヘドヴィグ・カラカス
ヘドヴィグ・カラカスもしくはカラカシュ・ヘドヴィグ（ラテン語: Hedvig Karakas、1990年2月21日 - ）はハンガリーのソルノク出身の女子柔道家。

## 来歴
2009年の世界選手権では準々決勝でアゼルバイジャンのキファヤト・ガシモワに有効で敗れるが、その後の3位決定戦では右手を骨折して釣手の使えない松本薫に対して掬投を決めて3位となった。さらにヨーロッパジュニアで優勝すると、世界ジュニアでも優勝を飾った。2010年のワールドマスターズとグランドスラム・パリでは松本にそれぞれ上四方固と浮腰の技ありで敗れた。ロンドンオリンピックでは準々決勝でルーマニアのコリーナ・カプリオリウに判定で敗れると、3位決定戦でもフランスのオトーヌ・パヴィアに有効で敗れて5位にとどまった。2014年6月のグランプリ・ハバナでは3位になったが、違反柔道衣を着用したとして、順位を取り消された上に賞金の2000ドルも返還することとなった。2015年のヨーロッパ競技大会では2位となったが、世界選手権では7位にとどまった。2016年のリオデジャネイロオリンピックでは7位だった。2017年に地元のブダペストで開催された世界選手権では2回戦で敗れた。2020年のヨーロッパ選手権では優勝した。2021年7月に日本武道館で開催された東京オリンピックでは初戦で敗れた。2023年4月に現役引退を表明した。

## 主な戦績
52kg級での戦績
- 2005年 - ヨーロッパカデ選手権 優勝
- 2005年 - ヨーロッパユースオリンピックフェスティバル 3位
- 2005年 - ヨーロッパジュニア 3位
- 2006年 - ヨーロッパカデ選手権 優勝

57kg級での戦績
- 2007年 - ヨーロッパジュニア 2位
- 2008年 - ヨーロッパジュニア 2位
- 2009年 - ワールドカップ・ウィーン 3位
- 2009年 - グランプリ・ハンブルク 5位
- 2009年 - ワールドカップ・プラハ 優勝
- 2009年 - ヨーロッパ選手権 3位
- 2009年 - グランプリ・チュニス 3位
- 2009年 - グランドスラム・モスクワ 2位
- 2009年 - 世界選手権 3位
- 2009年 - ヨーロッパジュニア 優勝
- 2009年 - 世界ジュニア 優勝
- 2010年 - ワールドマスターズ 3位
- 2010年 - ワールドカップ・ソフィア 3位
- 2010年 - グランドスラム・パリ 3位
- 2010年 - グランプリ・デュッセルドルフ 5位
- 2010年 - ヨーロッパ選手権 3位
- 2010年 - ワールドカップ・ブカレスト 3位
- 2010年 - ワールドカップ・タリン 優勝
- 2010年 - グランドスラム・モスクワ 5位
- 2010年 - 世界選手権 7位
- 2010年 - ワールドカップ・バーミンガム 優勝
- 2011年 - ワールドマスターズ 5位
- 2011年 - グランプリ・バクー 3位
- 2011年 - グランドスラム・モスクワ 5位
- 2011年 - ワールドカップ・マルガリータ島 3位
- 2011年 - ワールドカップ・タシュケント 3位
- 2011年 - ワールドカップ・アルマトイ 優勝
- 2012年 - ワールドマスターズ 5位
- 2012年 - ヨーロッパ選手権 7位
- 2012年 - ロンドンオリンピック 5位
- 2013年 - ヨーロッパ選手権 5位
- 2013年 - グランプリ・マイアミ 3位
- 2014年 - ヨーロッパオープン・ソフィア 優勝
- 2014年 - グランプリ・サムスン 3位
- 2014年 - ヨーロッパ選手権 7位
- 2014年 - グランプリ・ハバナ 3位
- 2014年 - グランプリ・ザグレブ 2位
- 2014年 - グランプリ・アスタナ 優勝
- 2015年 - グランプリ・ハンブルク 3位
- 2015年 - ヨーロッパ競技大会 2位
- 2015年 - 世界選手権 7位
- 2015年 - グランドスラム・東京 3位
- 2016年 - グランプリ・ハバナ 2位
- 2016年 - グランプリ・トビリシ 3位
- 2016年 - ワールドマスターズ 3位
- 2016年 - リオデジャネイロオリンピック 7位
- 2017年 - グランプリ・ザグレブ 3位
- 2018年 - グランドスラム・デュッセルドルフ 2位
- 2018年 - グランプリ・ザグレブ 3位
- 2018年 - グランプリ・ブダペスト 3位
- 2019年 - グランプリ・マラケシュ 3位
- 2019年 - グランドスラム・バクー 3位
- 2019年 - グランプリ・ブダペスト 3位
- 2019年 - グランプリ・タシュケント　優勝
- 2020年 -　グランプリ・テルアビブ　3位
- 2020年 -　グランドスラム・ブダペスト　3位
- 2020年 - ヨーロッパ選手権　優勝
- 2021年 -　グランドスラム・テルアビブ　3位

(出典、JudoInside.com)